# Ammit
Ammit (chiamata anche Ammat, Ammet, Ahemait o Divoratrice) è una creatura mostruosa della mitologia egizia, nota anche come "Divoratrice dei morti", "Mangiatrice dei cuori" e "Grande della morte".

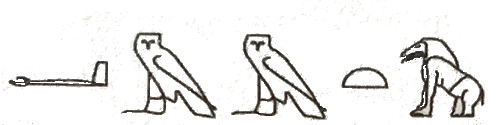
ammt

Raffigurazione di Ammit

Talvolta  il nome è anche scritto come:
| O29 | G17 | G17 | M17 | M17 | X1 | F10 | F27 |

ammyt oppure
| D36 | G17 | F10 | G17 | X1 · Z2 · A14 |

ammwt

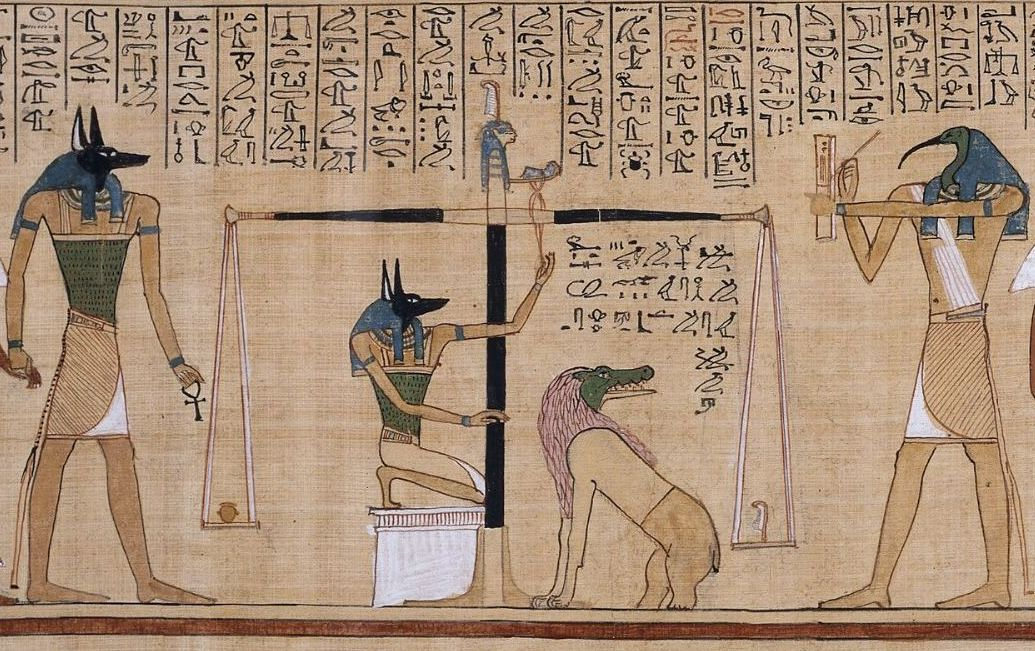
Anubi confronta il peso del cuore di Hunefer col peso della piuma della verità sulla scala Maat. Thoth, lo scriba degli dei dalla testa di ibis, trascrive il risultato. Ammit è in attesa del risultato a destra della bilancia. Papiro di Hunefer, circa 1275 a.C., British Museum.

Ammit non era venerata, non essendo una divinità; al contrario, impersonava tutto ciò che gli Egizi temevano, minacciando di condannarli ad un'eterna irrequietezza se non avessero seguito i principi del Ma'at. 
Le parti animali che ne compongono il corpo appartengono a specie molto temute in antichità (ippopotamo, leone e coccodrillo), malgrado considerate sacre.

## Descrizione
Il capo di Ammit assomiglia alla testa di un coccodrillo, contornato da una criniera leonina; anche le zampe anteriori e il tronco del corpo sono di leone, mentre la parte posteriore ricorda quella dell'ippopotamo. Questi tre animali erano considerati i più pericolosi dagli abitanti della Valle del Nilo.
Alcuni studiosi hanno ipotizzato che la criniera di leone sulla testa possa essere invece una «chioma» fatta di piume di uccello.

## Nella mitologia egizia
La Divoratrice assiste al rito della psicostasia insieme agli déi del Tribunale di Osiride. Se il cuore del defunto pesa più della Piuma di Maat viene dato in pasto ad Ammit e la sua anima condannata all'oblio. Non può, cioè, proseguire il suo viaggio nell'Aldilà e riabbracciare i suoi cari.
Ammit è citata nel "Libro dei morti" ovvero delle "Formule dell'uscire al giorno", al capitolo 125.